# Gschliefgraben
Koordinaten: 47° 53′ 1″ N, 13° 49′ 18″ O

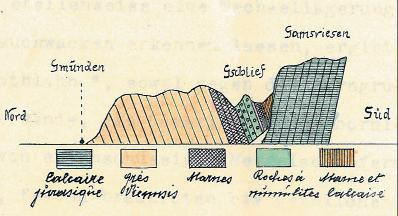
Forschungsgebiet Gschliefgraben nach Boué 1832

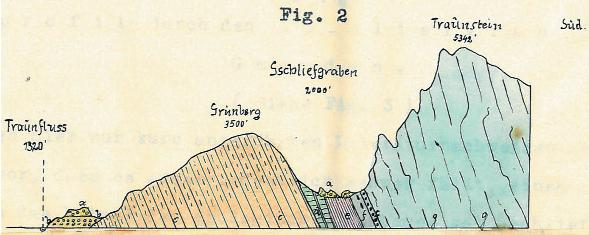
Forschungsgebiet Gschliefgraben nach Mojsisovics und Schloenbach 1864

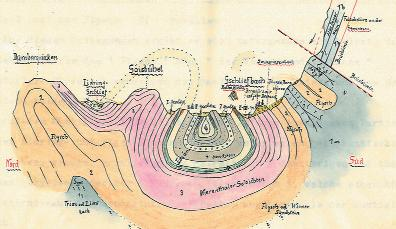
Forschungsgebiet Gschliefgraben nach Koch 1894

Der Gschliefgraben liegt am Ostufer des Traunsees im oberösterreichischen Salzkammergut. Zwischen dem 984 m hohen Grünberg und dem 1691 m hohen Traunstein erstreckt sich der Gschliefgraben über eine Länge von drei Kilometern und einer Breite von einem Kilometer. Bekannt wurde der Gschliefgraben durch Erdrutschungen und Massenbewegungen von Geröll.
Aufgrund seiner langen Geschichte war der Gschliefgraben Gegenstand zahlreicher geologischer Studien. Der Name kommt aus dem umgangssprachlichen Wort ‚schliefen‘ (gleiten, rutschen). Es gibt zahlreiche Aufzeichnungen über den sich bewegenden Schuttkegel, der bereits viele Häuser in den Traunsee geschoben hat.

## Erforschungsgeschichte
Die besonderen geologischen Verhältnisse des Gschliefgrabens bemerkte erstmals der Wissenschaftler Ami Boué im Jahr 1832. Edmund von Mojsisovics und Urban Schlönbach berichteten im Jahre 1864 über Ungereimtheiten in der dortigen Gesteinsfolge. Sie fanden heraus, dass zwischen den Flysch-Gesteinen des Grünbergs und den Kalkgesteinen des Traunsteins Tertiär-Gesteine aus dem Eozän liegen. Dieser Befund steht im Widerspruch zum normalen stratigraphischen Aufbau.
1983 untersuchte der Geologe Siegmund Prey der Geologischen Bundesanstalt den Gschliefgraben und stellte fest, dass er ein tektonisches Fenster des Ultrahelvetikums zwischen Rhenodanubikum und den Kalksteinen der Kreide ist. Die Freilegung der Gesteine des Fensters geht auf tektonische Bewegungen und jahrtausendelange Erosion zurück.

## Schadensfälle
Die Menschen nutzten den Gschliefgraben schon seit jeher als Siedlungsgebiet. In regelmäßigen Abständen gab es dort jedoch Hangrutschungen; immer wieder wurden Häuser und Kulturland in den Traunsee geschoben. Die Aufzeichnungen über Hangrutschungen und Felslawinen reichen bis ins Jahr 1460 zurück, als auf dem Schuttkegel Kulturgründe, Wohn- und Wirtschaftsgebäude verwüstet wurden. Im Jahr 1700 versank ein Teil des Schuttkegels im Traunsee und hinterließ eine kleine Bucht.
Die letzte Naturkatastrophe ereignete sich im Jahr 2007/2008. 3,8 Millionen Kubikmeter Erdmaterial bewegten sich in Richtung Traunsee. Die Erdmassen vernichteten ein Drittel des Gschliefgrabens; für zwölf Häuser bestand die Gefahr, in den Traunsee geschoben zu werden. Die Wildbach- und Lawinenverbauung, eine Dienststelle des Lebensministeriums, legte 2007/2008 ein Sanierungskonzept mit einer geplanten Dauer von etwa zehn Jahren auf, dessen Kosten auf etwa 10–15 Millionen Euro geschätzt wurden. Das Land Oberösterreich unterstützt diese Maßnahmen finanziell.

### Schadensfälle 15. bis 17. Jahrhundert
Aufzeichnungen über Schadensfälle im Gschliefgraben gehen zurück bis in das 15. Jahrhundert. Um das Jahr 1460 fanden Hangrutschungen im Bereich des Gschliefgrabens statt und beschädigten die dortigen Häuser und Wirtschaftsgebäude. Aus dem 16. Jahrhundert gibt es keine Aufzeichnungen über Schadensfälle im Gschliefgraben.
Zwischen 1630 und 1634 wurde der Brennholzeinschlag im Gschliefgraben von der K.k. Forstdirektion verboten. Zwischen 1660 und 1664 ereignete sich erneut eine Hangrutschung. Ausgelöst durch eine Felslawine, begann sich der Gschliefgraben in Richtung Traunsee zu bewegen und versenkte dabei das Bauernhaus Harschengut im Traunsee.

### Schadensfälle 18. bis 19. Jahrhundert
Um 1700 verursachte ein Erdstrom eine Rutschung im Gschliefgraben und Teile des Schuttkegels versanken im Traunsee. Ca. 30 Jahre später, 1734, schob ein Erdstrom mehrere Wohnhäuser und Gründe in den Traunsee. Durch den Holzschlag für die Salzwirtschaft des Habsburger Kaisers im Bereich des waldreichen Gschliefgrabens kam es zu vermehrten Schadensfällen und Rutschungen in dieser Zeit.
1860 ereignete sich eine Murrutschung im Bereich des Liedringgrabens im oberen Teil des Gschliefgrabens. 1884 und 1891 wurde der Gschliefgraben-Haupterdstrom durch Felslawinen zurückgestaut.

### Schadensfälle 20. Jahrhundert

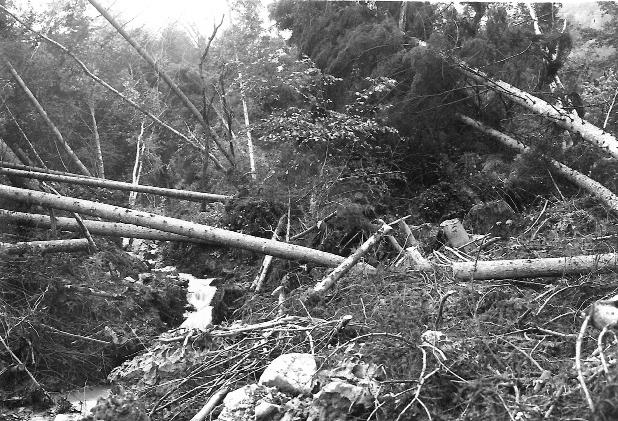
Schäden im Gschliefgraben im Jahr 1910

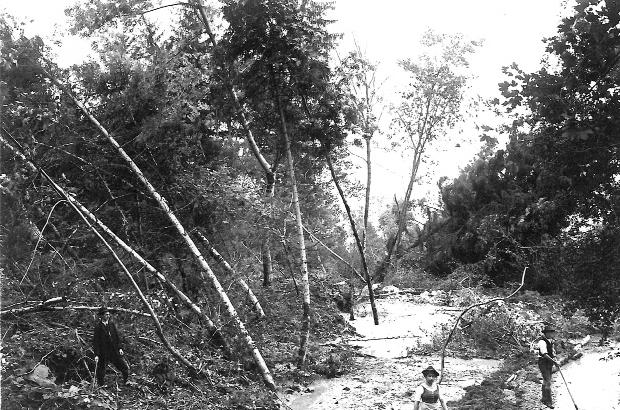
Gschliefgraben im Jahr 1910

Die erste Katastrophe im 20. Jahrhundert ereignete sich 1910 im Bereich Hoisn. Etliche Wald- und Obstbäume wurden von einem 10–15 Meter mächtigen Erdstrom vernichtet; das Kulturland wurde zerstört.  1920 und 1947 wurde das Gasthaus Ramsau durch Erd- und Murströme beschädigt.
Im Jahr 1955 wurde der Gmundner Campingplatz, der sich zu dieser Zeit am Ostufer des Traunsees, unterhalb des Gschliefgrabens befand, von einer einen Meter dicken Mure verschüttet und 32 Jahre später  erneut von einer 2,5 Meter dicken Mure überdeckt. Danach wurde der Campingplatz geschlossen und an einer anderen Stelle wieder eingerichtet.

### Gschliefgraben-Rutschung 2007/2008

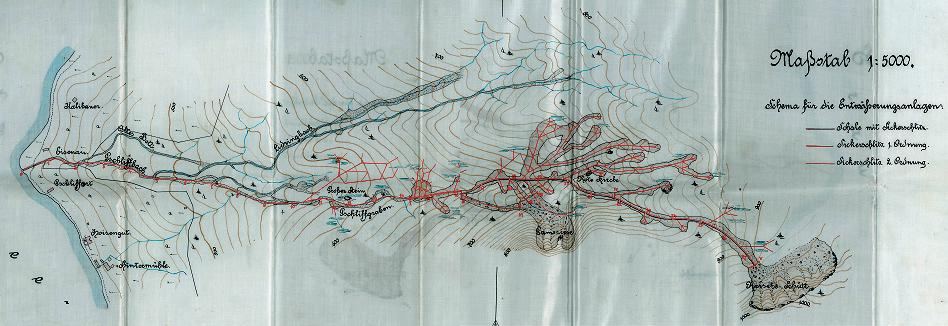
Sanierungsplan von Adalbert Pokorny

2007/2008 fand die letzte große Hangrutschung statt. Nach einem Hinweis des Geologen Dr. Johannes Weidinger wurden 2004 Untersuchungen im Gschliefgraben durchgeführt. Sie ergaben, dass eine erneute Hangrutschung bevorstand. Durch tektonische Bewegungen und das jahrelange Versickern von Wasser im Boden begann das Erdreich wieder in Richtung Traunsee zu rutschen. Die Bewegungen reichten bis in 20 Meter Tiefe. Vier Millionen Kubikmeter Erdmassen bedrohten zwölf Wohnhäuser und gastronomische Objekte. Der Gefahrenbereich des Gschliefgrabens erstreckt sich an der Traunsteinstraße Unterm Stein in Gmunden vom Gasthaus Ramsau nach Süden bis zum Traunsteineinstieg Herndlersteig. Innerhalb dieses Bereiches wurden 2007 die Bewohner evakuiert; während der kritischen Phase bestand ein Betretungsverbot.

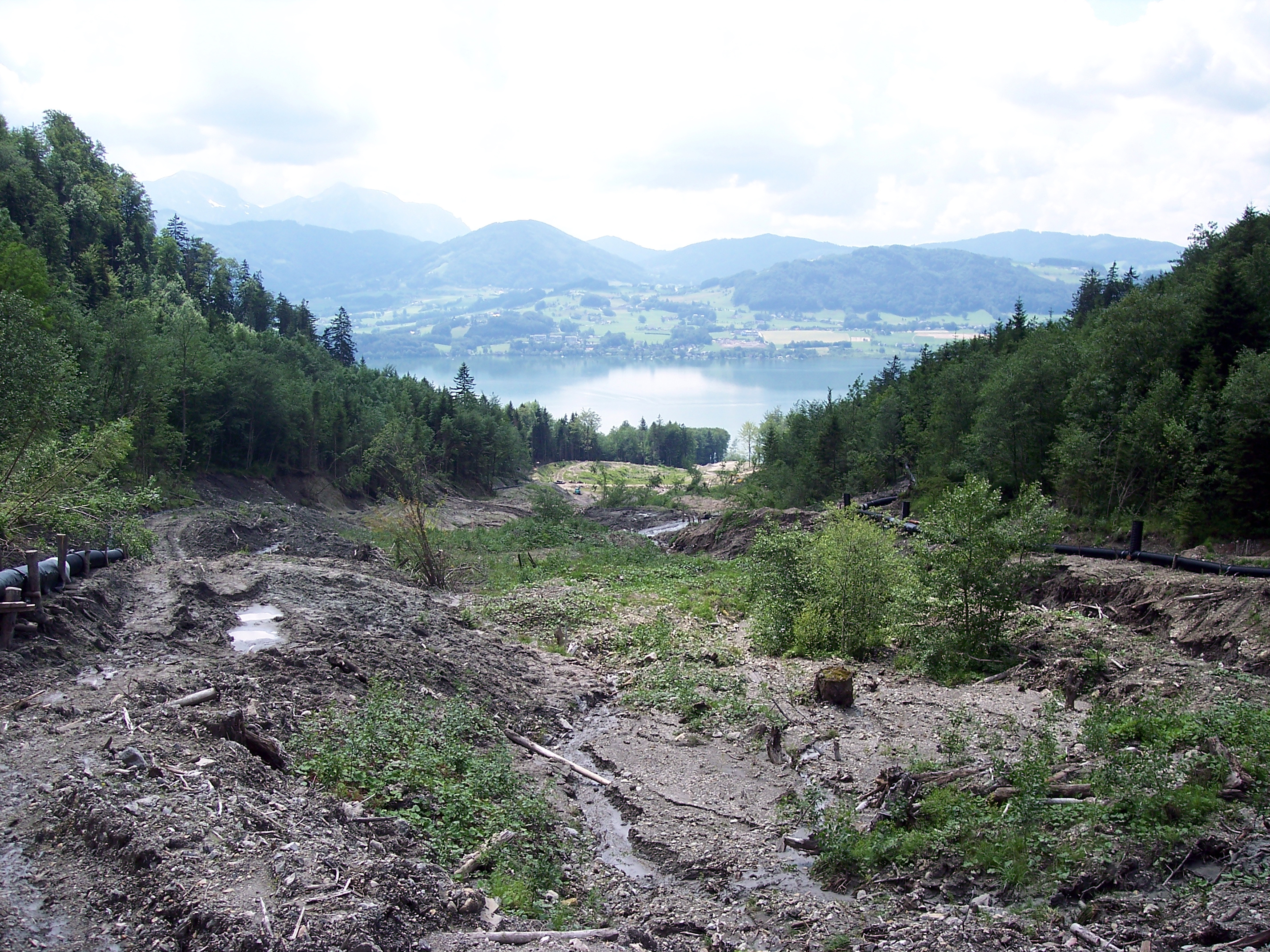
Gschliefgraben im Jahr 2009 nach der letzten Aktivitätsphase

Der Gschliefgraben wurde Großbaustelle; Geologen versuchten, die Hangrutschungen aufzuhalten. Die Wildbach- und Lawinenverbauung (WLV) begann mit einem Sanierungsprojekt, um die bevorstehende Katastrophe abzuwenden, und investierte in Stabilisierungsmaßnahmen. Die Bewohner der bedrohten Häuser mussten evakuiert werden und der Gschliefgraben wurde zum Gefahrengebiet erklärt.
Bereits um 1900 hatte Adalbert Pokorny einen Sanierungsplan für den Gschliefgraben entworfen, der vorsah, das Rutschgebiet mit Kanälen zu verbauen. Dieser Plan wurde im Jahr 2008 überarbeitet und an die technischen Möglichkeiten des 20. Jahrhunderts angepasst. Entlang des Gschliefgrabens wurden Kanäle von zehn Meter Tiefe und acht Meter Breite angelegt. Sie ermöglichen das Abfließen von Wasser, das den Gschliefgraben zusätzlich gefährdet. Die Sanierungsarbeiten sind noch immer im Gange, die Rutschung konnte jedoch gestoppt werden (Stand 2010).

## Sanierungsmaßnahmen

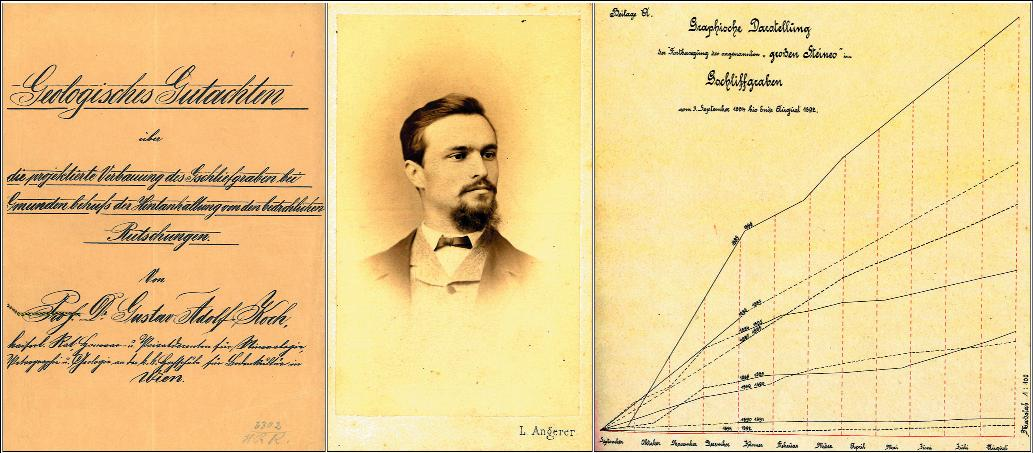
Geologisches Gutachten von Prof. Gustav Adolf Koch

Im Laufe der Jahre fanden zahlreiche Sanierungsmaßnahmen im Gschliefgraben statt. Das Ziel war, die Hangrutschungen zu stoppen und das Leben im Gschliefgraben ohne Gefahren zu ermöglichen.
Nach einer Felslawine im Jahr 1884 beobachtete der K.k. Oberförster Höller das Rutschgebiet rund um den Gschliefgraben und sieben Jahre später erfolgte der Auftrag des K.k. Ackerbauministeriums an die Wildbach- und Lawinenverbauung (WLV), den Gschliefgraben und seine Rutschdynamik zu untersuchen. 1894 gab Professor Gustav Adolf Koch das erste geotechnische Gutachten ab, in dem er ein Drainagesystem im Gschliefgraben vorschlug. Die WLV erarbeitete in weiterer Folge einen Plan zur Drainage des Gschliefgrabens.
1897 wurde die Traunsteinstraße vom Gmundner Seebahnhof bis zum Traunstein gebaut. Die ersten Aufzeichnungen über Sanierungsmaßnahmen gehen ins Jahr 1630 zurück. Die K.k. Forstdirektion verhängte ein Verbot der Brenn- und Bauholzbeschaffung im Gschliefgraben. Im Jahr 1910 wurde der Liedringbach eingedämmt, um eine Rutschung im Bereich der Ramsau zu verhindern. Der bestehende Wald im Rutschgebiet wurde als Bannwald umgewidmet. Von 1961 bis 1976 wurde der Gschliefgrabenbach mit 21 Betonsperren versehen. In den Jahren 1974 bis 1983 konnte mit Hilfe eines Drainagesystems und forsttechnischer Maßnahmen der Erosionsprozess im Gschliefgraben teilweise eingedämmt werden.
Seit dem Jahr 2007 läuft die größte Sanierungsmaßnahme in der Geschichte des Gschliefgrabens. Die Wildbach- und Lawinenverbauung erarbeitete ein Konzept zur Sanierung des Gschliefgrabens, das Projekt wird 10 Jahre in Anspruch nehmen und circa 10–15 Millionen Euro kosten. Unterstützung erhält die WLV vom Land Oberösterreich, das die Sanierungsarbeiten fördert.

### Sanierungsmaßnahmen Rutschung 2007/2008
Die Rutschung im Gschliefgraben begann am 28. November 2007, als sich starke Massenbewegungen ereigneten. Von diesem Tag an wurde der Gschliefgraben zum Katastrophengebiet erklärt. Ein Krisenstab, der aus dem Bürgermeister von Gmunden, der Bezirkshauptmannschaft Gmunden und der Wildbach- und Lawinenverbauung bestand, beschloss erste Sofortmaßnahmen. Ungefähr hundert Personen aus 55 Häusern mussten das Katastrophengebiet verlassen und die Traunsee-Ostuferstraße wurde für den öffentlichen Verkehr gesperrt. Bereits seit 1974 besteht im Gefahrenbereich ein Bebauungsverbot. Ziel dieser Maßnahmen war die Entlastung und Stabilisierung des Schwemmkegels im Gschliefgraben und der Schutz der dort lebenden Bevölkerung. Verantwortlich für die Umsetzung und für die Koordination der Baumaßnahmen ist die Wildbach- und Lawinenverbauung, die ein Frühwarn- und Monitoringsystem einrichtete.
Folgende Sofortmaßnahmen wurden durchgeführt:
- Ableitung von 10.000 Tonnen Wasser pro Tag aus dem Rutschgebiet
- Abtransport von 160.000 m³ innerhalb der ersten sieben Monate
- Holzrodungen auf 22 ha zur Durchführung der Sanierungsmaßnahmen
- Errichtung von 220 Entwässerungsbrunnen
- Ständige Evaluierung der eingeleiteten Maßnahmen

In weiterer Folge sind noch einige Sanierungsmaßnahmen notwendig, um den Gschliefgraben zu entschärfen. Etliche Kubikmeter Erdmaterial müssen noch aus dem Gschliefgraben abtransportiert werden, um den Hang zu entlasten; Entwässerungs- und Hochwasserschutzmaßnahmen sind durch die Errichtung weiterer Ableitungsgräben und Drainagekanäle zu gewährleisten.
Die Wiederaufforstung des Gschliefgrabens ist ein weiterer wichtiger Bestandteil der Sanierungsmaßnahmen. Ziel der Einrichtung des Frühwarn- und Monitoringsystems ist die sofortige Evakuierung der Bewohner des Gschliefgrabens im Katastrophenfall. Dies wird gewährleistet durch Refraktionsmessungen, Kernbohrungen, Bodenuntersuchungen und zahlreiche weitere geotechnische Maßnahmen.
Die Sanierungsmaßnahmen werden etwa zehn Jahre in Anspruch nehmen und voraussichtlich 11,5 Millionen Euro kosten, der Versicherungsschaden hingegen würde sich auf rund 30 Millionen Euro belaufen – da das Projekt zur Sanierung nur ein Drittel dessen kostet, haben sich die Verantwortlichen zur Sanierung des Gschliefgrabens entschlossen. Die Arbeiten wurden in drei Dringlichkeitsstufen eingeteilt:
| Dringlichkeitsstufe | Zeitraum  | Kosten in Millionen Euro |
| ------------------- | --------- | ------------------------ |
| I                   | 2008–2009 | 5,0                      |
| II                  | 2010–2014 | 4,0                      |
| III                 | 2015–2017 | 2,5                      |